# Losacio
Losacio is een gemeente in de Spaanse provincie Zamora in de regio Castilië en León met een oppervlakte van 21,67 km². Losacio telt 125 inwoners (1 januari 2016).

## Demografische ontwikkeling
Bron: INE, 1857-2011: volkstellingen